# American Gothic (2016)
American Gothic é uma minissérie americana de mistério e drama criada por Corinne Brinkerhoff e James Frey. A CBS anunciou uma produção inicial de 13 episódios para a série em 9 de outubro de 2015, tendo a sua estreia ocorrido no dia 22 de junho de 2016.

## Enredo
O Hawthornes, uma influente família de Boston, deve manter-se firme após a descoberta de que seu recentemente falecido patriarca poderia ter sido um assassino em série. Além desse fato, surge a suspeita de que um deles pode ter sido seu cúmplice.

## Elenco e personagens
- Justin Chatwin como Cam Hawthorne[3]
- Megan Ketch como Tessa Ross[3]
- Antony Starr como Garrett Hawthorne[4]
- Virginia Madsen, como Madeline Hawthorne[5]
- Juliet Rylance como Alison Hawthorne-Price[6]
- Elliot Knight como Brady Ross[5]
- Stephanie Leonidas como Sophie Hawthorne[6]
- Gabriel Bateman como Jack Hawthorne[6]

## Recepção
American Gothic tem atualmente uma pontuação de 51 de 100 no Metacritic, com base em 23 avaliações. Já no website Rotten tomatoes possui uma avaliação de 57% com base em 21 críticas.

## Episódios
| Episódio | Título                          | Dirigido por      | Escrito por                       | Exibição original   | Audiência (em milhões) |
| -------- | ------------------------------- | ----------------- | --------------------------------- | ------------------- | ---------------------- |
| 1        | "Arrangement in Grey and Black" | Matt Shakman      | Corinne Brinkerhoff               | 22 de junho de 2016 | 3,43                   |
| 2        | "Jack-in-the-Pulpit"            | Greg Beeman       | Corinne Brinkerhoff               | 29 de junho de 2016 | 3,58                   |
| 3        | "Nighthawks"                    | David Straiton    | Meredith Averill                  | 6 de julho de 2016  | 3,08                   |
| 4        | "Christina's World"             | P. J. Pesce       | Lawrence Broch                    | 13 de julho de 2016 | ASA                    |
| 5        | "The Artist in His Museum"      | Hanelle Culpepper | Lauren MacKenzie & Andrew Gettens | 20 de julho de 2016 | ASA                    |
| 6        | "The Chess Players"             | por anunciar      | por anunciar                      | 27 de julho de 2016 | ASA                    |